# Сильвестр, Роберт
Роберт Сильвестр (англ. Robert Sylvester, 7 февраля 1907, Ньюарк, Нью-Джерси, США — 9 февраля 1975, Монток (Ист-Хамптон), Нью-Йорк) — американский писатель, сценарист, театральный критик и журналист, автор детективов.

## Биография
После работы в различных газетах в 1950-х годах стал театральным критиком в New York Daily News .
Является автором биографии Джо Луиса, чемпиона мира по боксу в тяжелом весе с 1937 по 1949 год, The Joe Louis Story. Написал сценарий и к одноимённому фильму, поставленному Робертом Гордоном.
Действие книги «The Big Doodle», опубликованной в 1954 году, происходит на Кубе, она была экранизирована в 1957 году Ричардом Уилсоном, с Эрролом Флинном в главной роли.
На момент смерти Роберт Сильвестр работал обозревателем Newsday .

### «Вторая древнейшая профессия»
Роман Роберта Сильвестра «Вторая древнейшая профессия» (The second oldest profession), обличающий нравы западной прессы, был опубликован в США в 1950 году, а уже в 1956 — переведён на русский язык и издан в СССР. Роману был предпослан эпиграф:

Газетное дело — не искусство, а ремесло. Это профессия почти столь же древняя, как… словом, это вторая древнейшая профессия. (пер. Т. Озерской)
Оригинальный текст (англ.)The newspaper business is not an art. It’s a profession — the second oldest profession.

В англоязычной среде хорошо известно высказывание Редьярда Киплинга «первая древнейшая профессия» (1888, сборник «Чёрное и белое»), подразумевающее проституцию. Однако книга Сильвестра на родине автора прошла практически незамеченной, и в настоящее время англофоны под «второй древнейшей» понимают не журналистику, а, например, политику, в соответствии с гораздо более поздним высказыванием будущего президента США Рональда Рейгана: «Говорят, что политика — вторая древнейшая профессия. Но я пришел к выводу, что у неё гораздо больше общего с первой» (1977).
Вообще же, в английском языке выражение о «второй древнейшей» не так прямолинейно отсылает к «первой», имеет гораздо более нейтральный оттенок, и не «закреплено» за каким-либо определённым видом деятельности. Благодаря этому, ко «второй древнейшей профессии» могут относить шпионаж, торговлю, виноделие и даже материнство.
В Советском Союзе книга Сильвестра вышла в издательстве «Иностранная литература» в 1956 году. Она получила значительный читательский отклик, и через год тираж был допечатан. Однако в дальнейшем роман не переиздавался до начала 1990-х годов, и выражение «вторая древнейшая профессия» не имело хождения, возможно, за исключением среды диссидентствующей творческой интеллигенции. Оно было популяризировано лишь в конце 1980-х самим журналистским сообществом.
Роман «Вторая древнейшая профессия» остаётся единственным произведением Роберта Сильвестра, переведённым на русский язык. Книга переиздавалась в России не менее 4 раз (в 2007 году — в серии «Ретро-Бестселлер»), и ни разу — в США.

## Произведения

### Романы
- The Rough Sketch, 1948 (другое название We Were Strangers)
- The Second Oldest Profession, 1950 («Вторая древнейшая профессия», пер. Т. Озерской, 1956)
- The Big Doodle, 1954 год

### Биографии
- История Джо Луиса, 1952 год.

## Фильмография
- 1948 : 1 эпизод телесериала Tonight on Broadway[англ.] Режиссёр Мартин А. Гош
- 1949 : Мы были чужими по роману Rough Sketch, режиссёра Джона Хьюстона
- 1950 : 1 эпизод The Philco Television Playhouse, адаптация «Второй старейшей профессии» режиссёра Гордона Даффа
- 1953 : The Joe Louis Story[англ.] , экранизация Роберта Гордона одноимённой книги
- 1957 : Крупная ставка, экранизация романа The Big Doodle режиссёра Ричарда Уилсона
- 1958 : 1 эпизод телесериала Naked City режиссёра Уильяма Бодина